# Брусніцин Лев Іванович
Брусніцин Лев Іванович (1784, Урал — 1857, Єкатеринбург) — російський штейгер (гірник), першовідкривач золотих розсипів на Уралі в районі Уфалейський заводів.
У 1795—1845 рр. працював на Єкатеринбурзьких казенних гірських заводах як промивальник і оберштейгер. У 1814 вперше відкрив золоті розсипи (Урал, долини річок Березівка і Пішма) і заклав копальні Мельковська, Даниловська, Станівського. Розробив методику промивки пісків розсипів; на основі промивальної машини (Бутари) Агте — Черепанова створив більш економічну машину, що отримала на Уралі широке поширення; запропонував оригінальний промивально-амальгамаційний верстат. У 1813 р. виявив корінне родовище золота в Уфалейському районі Уралу, де закладені рудники «Золотарський» і «Щемінський».